# Список електростанцій України

### Теплоелектроцентраль
| Назва                          | Розташування                                                  | Потужність, МВт | Дата пуску | Примітка |
| ------------------------------ | ------------------------------------------------------------- | --------------- | ---------- | --- |
| Білоцерківська ТЕЦ             | Біла Церква                                                   | 120             | 1970       | Паливо: мазут (основне), природний газ                                                                                               |
| Дарницька ТЕЦ (Київська ТЕЦ-4) | Київ                                                          | 160             | 1954       | Паливо: вугілля (основне), природний газ                                                                                             |
| Дніпровська ТЕЦ                | Кам'янське                                                    | 61,6            | 1932       | |
| Зуївська ТЕЦ                   | Зугрес                                                        | 18              | 1932       | З 2014 на окупованій території |
| Калуська ТЕЦ                   | Калуш                                                         | 80              | 1967       | |
| Камиш-Бурунська ТЕЦ            | Керч                                                          | 30              | 1938       | Паливо: природний газ (основне), мазут. З 2014 на окупованій території                                                               |
| Київська ТЕЦ-5                 | Київ                                                          | 700             | 1971       | |
| Київська ТЕЦ-6                 | Київ                                                          | 500             | 1981       | |
| Кіровоградська ТЕЦ             | Кропивницький                                                 | 15              | 1930       | Паливо: природний газ |
| Краматорська ТЕЦ               | Краматорськ                                                   | 120             | 1935       | |
| Кременчуцька ТЕЦ               | Кременчук                                                     | 255             | 1965       | |
| Лисичанська ТЕЦ                | Лисичанськ, ЛисСода                                           | 15              | 1930       | З 2022 на окупованій території |
| Львівська ТЕЦ-1                | Львів                                                         | 20              | 1908       | |
| Миколаївська ТЕЦ               | Миколаїв                                                      | 40              | 1902       | Паливо: природний газ (основне), мазут                                                                                               |
| Новороздільська ТЕЦ            | Новий Розділ                                                  | 44              | 1958       | |
| Новояворівська ТЕЦ             | Новояворівськ                                                 | 26              | 2006       | |
| Одеська ТЕЦ                    | Одеса                                                         | 68              | 1947       | |
| Олександрійська ТЕЦ-3          | Олександрійське                                               | 59,5            | 1957       | |
| Охтирська ТЕЦ                  | Охтирка                                                       | 12,75           | 1960       | Паливо: природний газ, мазут |
| Первомайська ТЕЦ               | Первомайський                                                 | 48              | 1972       | |
| Сакська ТЕЦ                    | Саки                                                          | 149,4           | 1955       | Паливо: природний газ. З 2014 на окупованій території                                                                                |
| Севастопольська ТЕЦ            | Севастополь                                                   | 33              | 1937       | З 2014 на окупованій території |
| Сєвєродонецька ТЕЦ             | Сєвєродонецьк                                                 | 260             | 1952       | Знищена окупантами під час боїв за Сєвєродонецьк у 2022 році                                                                         |
| Сімферопольська ТЕЦ            | Сімферополь                                                   | 100             | 1958       | З 2014 на окупованій території |
| Смілянська ТЕЦ                 | Сміла                                                         | 6               | 1953       | Біопаливо |
| Сумська ТЕЦ                    | Суми                                                          | 40              | 1957       | |
| ТЕЦ-3 Криворіжсталь            | Кривий Ріг, Криворіжсталь                                     | 120             |            | |
| ТЕЦ АКХЗ                       | Авдіївка, АКХЗ                                                | 90              |            | |
| ТЕЦ Азовсталь                  | Маріуполь, Азовсталь                                          | 87              |            | Паливо: доменний газ. Ймовірно серйозно пошкоджена під час битви за Маріуполь у лютому - травні 2022. З 2022 на окупованій території |
| ТЕЦ АМК                        | Алчевськ, АМК                                                 | 86              |            | Паливо: доменний, коксовий газ. З 2015 на окупованій території                                                                       |
| ТЕЦ Запоріжсталь               | Запоріжжя, Запоріжсталь                                       | 35              | 1933       | |
| ТЕЦ Євгройл                    | Миколаїв                                                      | 5               | 2017       | Біопаливо. |
| ТЕЦ Кіровоградолія             | Кропивницький                                                 | 26,7            | 2009       | Біопаливо |
| ТЕЦ Комбінат Каргілл           | Донецьк                                                       | 2               | 2008       | Біопаливо. З 2014 на окупованій території                                                                                            |
| ТЕЦ Свема                      | Шостка, Свема                                                 | 115             | 1956       | |
| ТЕЦ ЛИНІК                      | Лисичанськ, НПЗ                                               | 110             | 1976       | З 2022 на окупованій території |
| ТЕЦ Стирол                     | Горлівка, Стирол                                              | 25              | 2007       | З 2014 на окупованій території |
| ТЕЦ шахти ім. Засядька         | Донецьк                                                       | 36,35           | 2007       | З 2014 на окупованій території |
| ТЕЦ-1 Криворіжсталь            | Кривий Ріг, Криворіжсталь                                     | 50              |            | |
| ТЕЦ-1 ММК ім. Ілліча           | Маріуполь, Маріупольський металургійний комбінат імені Ілліча | 37              |            | Паливо: доменний газ. Ймовірно серйозно пошкоджена під час битви за Маріуполь у лютому - травні 2022. З 2022 на окупованій території |
| ТЕЦ-2 Криворіжсталь            | Кривий Ріг, Криворіжсталь                                     | 62              |            | |
| ТЕЦ-2 ММК ім. Ілліча           | Маріуполь, Маріупольський металургійний комбінат імені Ілліча |                 |            | Ймовірно серйозно пошкоджена під час битви за Маріуполь у лютому - травні 2022. З 2022 на окупованій території                       |
| Харківська ТЕЦ-2               | Есхар                                                         | 74              | 1930       | |
| Харківська ТЕЦ-3               | Харків                                                        | 62              | 1934       | |
| Харківська ТЕЦ-4               | Харків                                                        | 15              | 1931       | |
| Харківська ТЕЦ-5               | Подвірки                                                      | 470             | 1979       | |
| Херсонська ТЕЦ                 | Херсон                                                        | 80              | 1956       | |
| Черкаська ТЕЦ                  | Черкаси                                                       | 230             | 1961       | |
| Чернігівська ТЕЦ               | Чернігів                                                      | 210             | 1964       | |

### Атомна
| Назва                  | Розташування      | Потужність, МВт | Дата пуску | Примітка                       |
| ---------------------- | ----------------- | --------------- | ---------- | ------------------------------ |
| Запорізька АЕС         | Енергодар         | 6000            | 1984       | З 2022 на окупованій території |
| Південноукраїнська АЕС | Південноукраїнськ | 3000            | 1982       |                                |
| Рівненська АЕС         | Вараш             | 2835            | 1980       |                                |
| Хмельницька АЕС        | Нетішин           | 2000            | 1987       |                                |

### Біогазова
| Назва                | Розташування | Потужність, МВт | Дата пуску | Примітка                             |
| -------------------- | ------------ | --------------- | ---------- | ------------------------------------ |
| БГУ Ґудвеллі Україна | Копанки      | 1,166           | 2014       | Біогазовий завод на свинячій гноївці |
| КГУ Глибоцька        | Глибоке      | 1,06            | 2013       |                                      |
| КГУ Рожівська        | Рожівка      | 0,89            | 2014       |                                      |

### Гідравлічна
| Назва                   | Розташування                                  | Потужність, МВт | Дата пуску | Примітка                       |
| ----------------------- | --------------------------------------------- | --------------- | ---------- | ------------------------------ |
| Дніпровська ГЕС         | Запоріжжя, р. Дніпро                          | 1569            | 1932       |                                |
| Дністровська ГЕС-1      | Новодністровськ, Дністер                      | 702             | 1981       |                                |
| Дністровська ГЕС-2      | Нагоряни (Могилів-Подільський район), Дністер | 40,8            | 1999       |                                |
| Канівська ГЕС           | Канів, р. Дніпро                              | 444             | 1972       |                                |
| Каховська ГЕС           | Нова Каховка, р. Дніпро                       | 351             | 1955       | З 2022 на окупованій території |
| Київська ГЕС            | Вишгород, р. Дніпро                           | 408,5           | 1964       |                                |
| Кременчуцька ГЕС        | Світловодськ, р. Дніпро                       | 692             | 1959       |                                |
| Середньодніпровська ГЕС | Кам'янське, р. Дніпро                         | 352             | 1963       |                                |
| Теребле-Ріцька ГЕС      | Хустський район, Теребля та Ріка              | 27              | 1956       |                                |

### Вітрова
| Назва             | Розташування                 | Потужність, МВт | Дата пуску | Примітка                       |
| ----------------- | ---------------------------- | --------------- | ---------- | ------------------------------ |
| Ботієвська ВЕС    | Приморський Посад            | 199,88          | 2012       |                                |
| Донузлавська ВЕС  | Новоозерне                   | 17,2            | 1992       | З 2014 на окупованій території |
| Краснодонська ВЕС | Краснодонський район         | 25              | 2013       | З 2014 на окупованій території |
| Мірновська ВЕС    | Криловка                     | 20,8            | 2004       |                                |
| Новоазовська ВЕС  | Безіменне                    | 79,3            | 1998       | З 2014 на окупованій території |
| Останінська ВЕС   | Зелений Яр                   | 25              | 2011       |                                |
| Очаківська ВЕС    | Дмитрівка                    | 37,5            | 2012       |                                |
| Тарханкутська ВЕС | Красносільське, Новосільське | 15,5            | 2001       | З 2014 на окупованій території |

### Гідроакумулююча
| Назва             | Розташування                     | Потужність, МВт | Дата пуску | Примітка |
| ----------------- | -------------------------------- | --------------- | ---------- | -------- |
| Дністровська ГАЕС | Розкопинці, Дністер              | 972             | 2009       |          |
| Київська ГАЕС     | Нові Петрівці, р. Дніпро         | 235,5           | 1970       |          |
| Ташлицька ГАЕС    | Південноукраїнськ, Південний Буг | 302             | 2006       |          |

### Сонячна
| Назва             | Розташування   | Потужність, МВт | Дата пуску | Примітка                       |
| ----------------- | -------------- | --------------- | ---------- | ------------------------------ |
| Дунайська СЕС     | Арциз          | 43,14           | 2012       |                                |
| Нікопольська СЕС  | Старозаводське | 246,15          | 2019       |                                |
| Покровська СЕС    | Покров         | 323,29          | 2019       |                                |
| СЕС Богуслав      | Богуслав       | 54              | 2020       |                                |
| СЕС Болград Еліос | Болград        | 6,16            | 2020       |                                |
| СЕС Болград Солар | Болград        | 34,14           | 2013       |                                |
| СЕС Кам'янка      | Кам'янка       | 32              | 2020       |                                |
| СЕС «Митяєво»     | Митяєве        | 31,6            | 2012       | З 2014 на окупованій території |
| СЕС «Охотникове»  | Охотникове     | 80              | 2011       | З 2014 на окупованій території |
| СЕС «Перове»      | Перове         | 105,56          | 2011       | З 2014 на окупованій території |
| Старокозацька СЕС | Старокозаче    | 42,95           | 2012       |                                |
| СЕС «Родникове»   | Родникове      | 7,5             | 2011       | З 2014 на окупованій території |

### Теплова
| Назва              | Розташування  | Потужність, МВт | Дата пуску | Примітка                                                                     |
| ------------------ | ------------- | --------------- | ---------- | ---------------------------------------------------------------------------- |
| Бурштинська ТЕС    | Бурштин       | 2400            | 1969       |                                                                              |
| Вуглегірська ТЕС   | Світлодарськ  | 1200            | 1972       | З 2022 на окупованій території                                               |
| ГТС Алчевського МК | Алчевськ      | 303             | 2013       | Паливо: коксовий, доменний, конвертерний газ. З 2014 на окупованій території |
| Добротвірська ТЕС  | Добротвір     | 500             | 1956       |                                                                              |
| Запорізька ТЕС     | Енергодар     | 1200            | 1973       | Паливо: вугілля, газ. З 2022 на окупованій території                         |
| Зміївська ТЕС      | Слобожанське  | 2175            | 1960       |                                                                              |
| Зуївська ТЕС       | Зугрес        | 1245            | 1982       | З 2014 на окупованій території                                               |
| Криворізька ТЕС    | Зеленодольськ | 2820            | 1965       |                                                                              |
| Курахівська ТЕС    | Курахове      | 1487            | 1941       |                                                                              |
| Ладижинська ТЕС    | Ладижин       | 1800            | 1970       |                                                                              |
| Луганська ТЕС      | Щастя (місто) | 1425            | 1956       | З 2022 на окупованій території                                               |
| Миронівська ТЕС    | Миронівський  | 275             | 1953       |                                                                              |
| Слов'янська ТЕС    | Миколаївка    | 880             | 1954       |                                                                              |
| Старобешівська ТЕС | Новий Світ    | 1600            | 1958       | З 2014 на окупованій території                                               |
| ТЕС Біогазенерго   | Іванків       | 6               | 2016       | Біопаливо.                                                                   |
| Трипільська ТЕС    | Українка      | 1800            | 1969       |                                                                              |